# Brunbandad trögfågel
Brunbandad trögfågel (Notharchus ordii) är en fågel i familjen trögfåglar inom ordningen jakamar- och trögfåglar.

## Utbredning och systematik
Fågeln förekommer från södra Venezuela till norra Amazonområdet i Brasilien, sydöstra Peru och norra Bolivia. Den behandlas som monotypisk, det vill säga att den inte delas in i några underarter.

## Status
IUCN kategoriserar arten som livskraftig.